# Інкерманський камінь
Інкерма́нський ка́мінь — мохуватковий вапняк з околиць Інкермана, що легко піддається обробці. Інкерманський камінь з античних часів широко використовували в будівництві, вивозили в стародавній Рим. За своїми будівельними та архітектурними властивостям інкерманський камінь міцний, м'який, однорідний, монолітний, володіє теплоізоляційними властивостями. Він довговічний, добре зберігає крайку в обтесаних виробах. Завдяки властивостям інкерманського каменю стало можливим будівництво печерних міст і монастирів Криму в смузі від Севастополя до межиріччя річок Альма та Бодрак.
З інкерманського каменю побудовано багато будівель в Севастополі, його використовували також в Олександрії, Марселі.